# Sanktuarium św. Weroniki Giuliani w Gorzowie Wielkopolskim
Sanktuarium św. Weroniki Giuliani w Gorzowie Wielkopolskim – jest jednym z jedenastu sanktuariów należących do diecezji zielonogórsko-gorzowskiej.  Należy do parafii pw. Najświętszej Maryi Panny Królowej Polski w Gorzowie Wielkopolskim, dekanatu Gorzów Wielkopolski – Trójcy Świętej, diecezji zielonogórsko-gorzowskiej, metropolii szczecińsko-kamieńskiej, zlokalizowany w Gorzowie Wielkopolskim, w województwie lubuskim,

## Historia
W lutym 1997 roku ks. proboszcz Roman Harmaciński wystosował do Kurii Biskupiej prośbę o rozpoczęcie kultu  św. Weroniki Giuliani, Klaryski kapucynki w parafii NMP Królowej Polski w Gorzowie Wlkp. Inicjatywa  duszpasterska mająca na uwadze ożywienie życia religijnego uzyskała aprobatę ks. biskupa Adama Dyczkowskiego, który  stwierdził;
„że chociaż nie znaną jest bliżej w Kościele Polskim, a tym bardziej Zielonogórsko-Gorzowskim, to jednak wprowadzenie i rozwinięcie Jej kultu w obecnym trudnym czasie, może ożywić życie religijne parafii i będzie zaczynem nabożeństwa ekspiacyjnego za wszelkie zło w parafii, mieście i świecie”.

Uroczystego rozpoczęcia kultu Świętej w parafii gorzowskiej  dokonał biskup Adam Dyczkowski w dniu 9 maja 1997 roku. Wówczas to odbyła się w  świątyni uroczystość instalacji relikwii św. Weroniki Giuliani, a w trakcie Eucharystii została poświęcona kaplica pod jej wezwaniem, obraz, figura oraz pamiątki przywiezione z sanktuarium we Włoszech.
Od tego dnia świątynia stała się sanktuarium św. Weroniki. Aby wierni mogli wypraszać potrzebne łaski przez Jej wstawiennictwo.  Ordynariusz diecezji zielonogórsko-gorzowskiej powierzył pełnienie obowiązków kustosza  ks. prałatowi kan. prof. dr hab. Romanowi Harmacińskiemu dotychczasowemu proboszczowi parafii.

## Kult św. Weroniki
Święta katolicka, kapucynka, mistyczka. Urszula  Giuliani urodziła (1660) się w zamożnej rodzinie Mancini w Mercatello sul Metauro we Włoszech (w ówczesnym księstwie Urbino). W wieku szesnastu lat (1677) wstępuje  do zakonu kapucynek w Città di Castello i przyjmuje imię zakonne Weronika. W Wielki Piątek 5 kwietnia 1697 roku w otrzymała dar stygmatów. Po ciężkiej chorobie umiera 9 lipca 1727 roku. Pozostawiła dziennik, złożony z ok. 22 tysięcy stron z opisem wizji i absolutu (łączności) z Jezusem Chrystusem, jakich doznawała w swoim życiu. Błogosławioną ogłosił ją papież Pius VII w dniu 17 czerwca 1802 roku, zaś świętą Grzegorz XVI 26 maja 1839 roku.
Odpust  św. Weroniki  jest obchodzony 15 września w dzień święta Matki Bożej Bolesnej.